# August Robert Wolff
August Robert Wolff (* 10. Januar 1833 in Zgierz, Polen; † 20. August 1910 in Zoppot, Westpreußen) war ein bekannter Warschauer Verleger, Buchhändler und Gründer einer Dynastie von Verlegern und Professoren der Warschauer Universität.

## Leben
August Robert (er nannte sich nur Robert) war Sohn des Zgierzer Zuckerfabrikanten Gottlieb August (1787–1833) und dessen Frau Caroline Joanna, geb. Hellmann (1793–1847). Im Alter von einem Jahr verlor er den Vater, mit 14 Jahren die Mutter, sodass er von da an selbst für seinen Unterhalt sorgen musste. 1847 begann er eine Buchhändlerlehre in der bekannten Warschauer Firma von Rudolf Friedrich Friedlein, wo er mit Gustav Adolf Gebethner, seinem künftigen Geschäftspartner, Freundschaft schloss. Im Jahre 1857 eröffneten die beiden Freunde die Verlagsbuchhandlung Gebethner i Wolff an Warschaus historischer Straße Krakauer Vorstadt, die bis zum deutschen Überfall auf Polen 1939 existierte und sich große Verdienste um die polnische Kultur erwarb. Im Jahre 1860 heiratete Robert Julie Augusta Gall (1836–1905), die Tochter eines vermögenden Warschauer Apothekers. Ihre große Mitgift half sehr beim Aufbau des jungen Unternehmens. Wolff beschäftigte sich mit den internen Belangen des Unternehmens, während Gebethner das Geschäft nach außen hin vertrat.
Während des Januaraufstandes von 1863 war die Buchhandlung ein Kontaktpunkt für Warschauer Aufständische und ihre Mitstreiter aus Podlachien, wofür Wolff eine Festungsstrafe auf der Warschauer Zitadelle absitzen musste.
Außer seiner Tätigkeit als Verleger widmete sich Wolff auch der Wohltätigkeit. 1882 gründete er die Hilfs- und Arbeitslosenkasse für Warschauer Angestellte des Verlagswesens und 1905 den Bund der Polnischen Verleger. Er war jahrelang Vorstandsmitglied der einst von Ernst Theodor Amadeus Hoffmann mitbegründeten Warschauer Musikgesellschaft und beschenkte Gefängnisbibliotheken mit Büchern aus seinem Verlag.
Zum Jubiläum anlässlich des 25-jährigen Bestehens der Firma Gebethner&Wolff schrieb der bekannte Schriftsteller Józef Ignacy Kraszewski an die beiden Eigentümer: „Ich bin ein lebendiger Zeuge dessen, was Ihr für unsere Literatur, Verbreitung des Lichts, Entwicklung des guten literarischen Geschmacks getan habt (...). Es ist leichter, ein Buch zu schreiben als eines zu veröffentlichen...“.

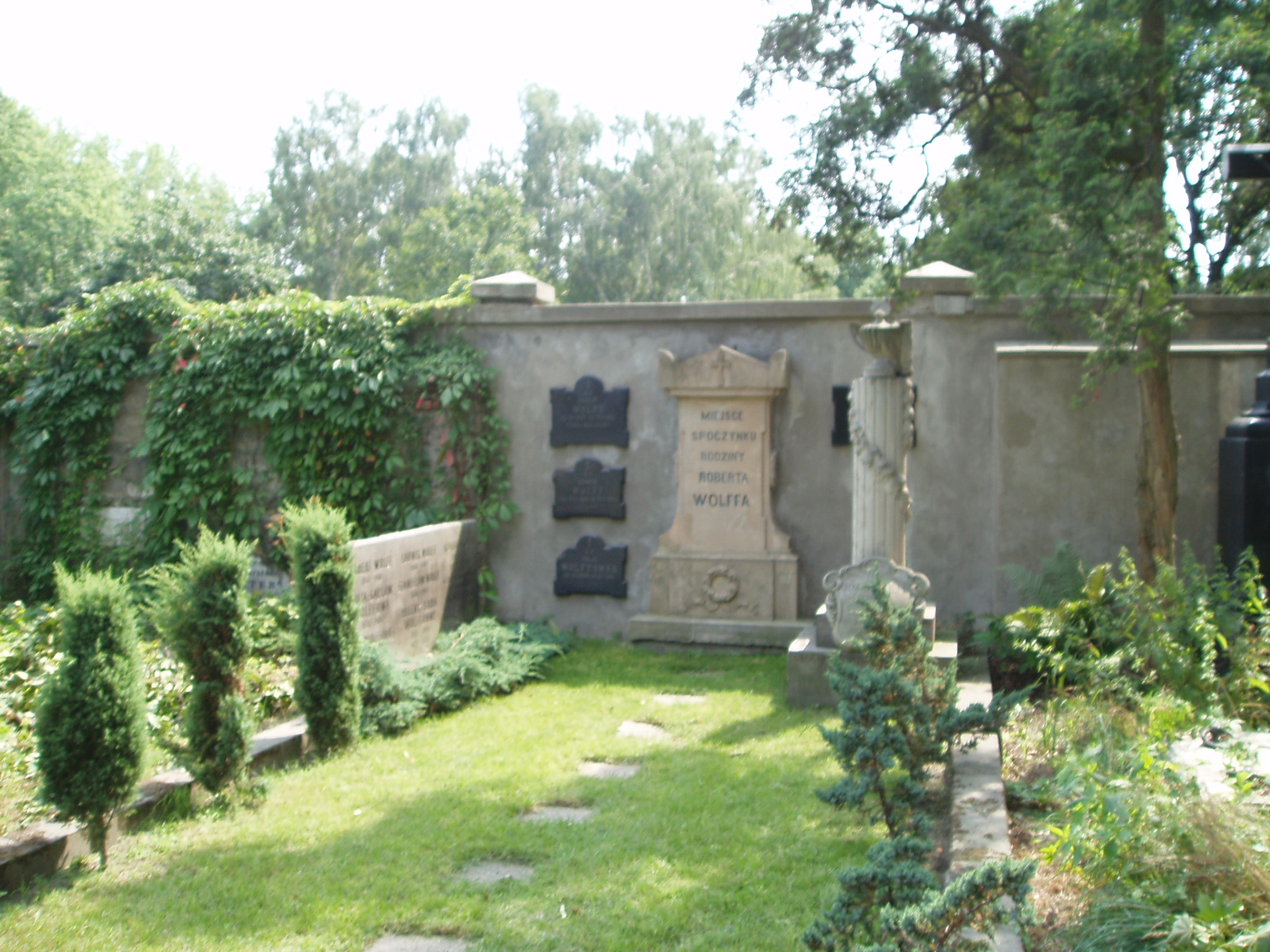
Das Erbbegräbnis der Familie Wolff in Warschau

Robert Wolff starb unerwartet während einer Sommerkur im Ostseebad Zoppot. Die Leiche wurde nach Warschau überführt und dort auf dem Evangelischen Friedhof begraben. Am Begräbnis nahmen mehrere tausend Personen teil. Sämtliche Warschauer Verleger und viele aus der Provinz, zahlreiche Schriftsteller mit Henryk Sienkiewicz an der Spitze sowie Gelehrte und Professoren der Warschauer Universität waren erschienen.
Der Verlag wurde nach seinem Tode von seinen beiden Söhnen, Józef August (1862–1918) und Gustaw Kazimierz (1872–1951) bis 1929 weiterbetrieben, danach wurden die Anteile der Wolffschen Erben von den Gebethners aufgekauft, die den Verlag bis 1939 unter dem alten Namen weiterführten. 

Ein Enkel Wolffs war der Maler und Priester Jerzy Kazimierz Wolff.
Der dritte Sohn Roberts, Stefan Karol (1879–1950), wurde Kommunist und war eine Zeit lang (1912/13) enger Mitarbeiter von Felix Edmundowitsch Dserschinski. 